# حريق سجن إيفين
حريق سجن إيفين هو حريقٌ اندلعَ في سجن إيفين بالعاصِمة الإيرانيّة طهران في حوالي الساعة 10:00 من يوم الـ 15 من تشرين الأول/أكتوبر 2022 (بالتوقيت المحلّي لإيران). أشارت عددٌ من المصادر إلى أنّ ما حصل في سجن إيفين لم يقتصر على اندلاعِ الحريق فقط، بل حصلت أحداثٌ أخرى حيث سُمعت أصواتُ انفجاراتٍ قادمةٍ من موقع السّجن فضلًا عن صوتِ معارك واشتباكات بالأسلحة الأوتوماتيكية وغيرها.

## خلفيّة
من المعروفِ أنّ سجن إيفين يضمُّ عشرات المعتقلين من النشطاء السياسيين والحقوقيين والصحفيين وغيرهم كما يضمُّ عددًا من المعتقلين ذوي الجنسيات المزدوجة فضلًا عن معتقَلين من جنسيّات غربيّة.

## الحريق

### البداية
اختلفَت التقارير الأوليّة عن التوقيتِ الدقيق لبداية الحريق وباقي الأحداث التي شهدها السجن طوال اليوم، لكن وبحسبِ صحيفة نيويورك تايمز الأمريكيّة، فإنّ هناك ثلاث تفسيرامحتملَة لما حصلَ داخل السجن: «تفجير عبوة ناسفة» و«محاولة هروب من داخل السجن» و«تسلّل إلى داخل السجن من الخارج». قالت إحدى الشهود الذين قابلتهم نيويورك تايمز إنها سمعت طلقات نارية في نحوِ الساعة 10:00 بالتوقيت المحلي.
ذكرَ المركز الإعلامي القضائي والحاكم العام لطهران محسن المنصوري أنّ ما حصلَ هو مشاجرة بين عددٍ من السجناء في الجناحين 6 و7 وكلاهما جناحان مخصّصان للمُدانين بالجرائم المالية والسرقة، وأثناء هذا الشجار اشتعلت النيران في أحدِ مرافق السجن. على الجانبِ المُقابل فقد ذكر شهود عيان قابلتهم قناة الجزيرة الإنجليزية أنّ الحريق اندلعَ بإلقاء قنابل مولوتوف على السجن، وأعقب ذلك إطلاق قوات الأمن النار واستخدام الغاز المسيل للدموع.

### الانفجارات وإطلاق النار
أكّدت وكالة أنباء فارس أنّ أربعة «انفجارات ضخمة» وقعت في السّجن بعد أن زعمت وكالة الأنباء الإيرانيّة (إيرنا) أنّ الحريق الذي اندلع قد أُخمد. قالت شاهدةٌ في حوارٍ معَ صحيفة نيويورك تايمز إنها سمعت إطلاق نار آلي وانفجارات «هائلة» في حوالي الساعة 21:00 بالتوقيت المحلي. أكّد مركز حقوق الإنسان في إيران حصول «معركة بالأسلحة النارية» في سجن إيفين بدءًا من الساعة 22:00 ليلة الخامس عشر من تشرين الأول/أكتوبر واستمرَّت حتى وقتٍ ما.
أظهرت مقاطع الفيديو التي حرى تداولها على مواقع التواصل الاجتماعي تصاعد أعمدة الدخان من السجن، كما سجّلت المقاطع صوت إطلاق النار المتكرر بالإضافة إلى سماعِ هتافات مناهضة للحكومة تزامنًا مع الاحتجاجات الجاريّة في إيران. سُمع دوي انفجارات من السجن في الساعات الأولى من يوم السادس عشر من تشرين الأول/أكتوبر، وأكَّد مواطنٌ إيراني لأحدِ الصحف قوله: «انطلقت صفارات الإنذار ثم [وقع] 11 انفجارًا كبيرًا وإطلاق نار من أسلحة رشاشة لم تتوقَّف .... شعرتُ وكأننا نشاهد فيلم حرب».

## ما بعدَ الحريق
تجمَّعت عائلاتُ السجناء وآخرون على مقربةٍ من سجنِ إيفين، وردَّت القوات الحكومية بإلقاء الغاز المسيل للدموع عليهم، كما أغلقت قوات الأمن الطريق السريع المؤدي للسجن لمنعِ الناس من الاقتراب أكثر من عينِ المكان. مع ذلك فقد صوَّرت عددٌ من الفيديوهات التي نُشرت على وسائط التواصل الاجتماعي عائلات المعتقَلين وهم يهتفون بنفسِ الشعارات المناهضة للحكومة وعلى رأسها «الموتُ للدكتاتور» في إشارةٍ لعلي خامنئي. قُتل خلال هذا الحريق وما تلاهُ من أحداث وحوادث أربعة سجناء تقولُ الحكومة إنّ جميعهم مدانين بجرائم السرقة، فيما أُصيب 61 نزيلًا آخرين.